# Quartetto per archi n. 8 (Šostakovič)
Il Quartetto per archi n. 8 in do minore, Op. 110 è un'opera da camera del compositore sovietico Dmitrij Dmitrievič Šostakovič, scritta a Dresda in tre giorni, dal 12 al 14 luglio 1960.

## Storia
Il pezzo fu scritto poco dopo l'adesione di Šostakovič al Partito Comunista. Secondo lo spartito, è dedicato "alle vittime del fascismo e della guerra"; suo figlio Maxim lo interpreta come un riferimento alle vittime di tutti i totalitarismi, mentre sua figlia Galina afferma che lo aveva dedicato a se stesso e che la dedica pubblicata è stata imposta dalle autorità russe. Lev Lebedinsky, amico di Šostakovič, disse che quest'ultimo pensava al lavoro come al suo epitaffio e che aveva intenzione di suicidarsi in quel periodo. Peter J. Rabinowitz fece anche notare che aveva nascosto riferimenti alle Metamorphosen di Richard Strauss nell'ottavo quartetto.
Il lavoro fu scritto a Dresda, dove Šostakovič doveva scrivere la musica per il film Five Days, Five Nights, un progetto congiunto di cineasti sovietici e tedeschi orientali sul bombardamento di Dresda nella seconda guerra mondiale.
Il quartetto fu presentato per la prima volta nel 1960 a Leningrado dal Quartetto Beethoven. Nelle note di copertina dell'incisione del Quartetto Borodin del 1962, il critico musicale Erik Smith scrive: "Il Quartetto Borodin ha interpretato questo lavoro per il compositore nella sua casa di Mosca, sperando nelle sue critiche. Ma Šostakovič, sopraffatto da questa bellissima realizzazione dei suoi sentimenti più personali, immerse la testa tra le mani e pianse. Quando finirono di suonare, i quattro musicisti impacchettarono silenziosamente i loro strumenti e uscirono dalla stanza."

## Analisi musicale
Il quartetto, estremamente compatto e concentrato, si articola in cinque movimenti interconnessi e dura circa 20':
- Largo
- Allegro molto
- Allegretto
- Largo
- Largo

Il primo movimento si apre con il motivo DSCH, la firma musicale di Šostakovič. Questo tema lento ed estremamente triste si può ascoltare anche nel suo Concerto per violoncello n. 1, Sinfonia n. 10, Concerto per violino n. 1, Sinfonia n. 15 e Sonata per pianoforte n. 2. Il motivo viene utilizzato in ogni movimento di questo quartetto ed è la base del tema più veloce del terzo movimento.
L'opera è piena di citazioni di altri pezzi di Šostakovič: il primo movimento cita la sua Sinfonia n. 1 e la Sinfonia n. 5; il secondo movimento usa un tema ebraico usato per la prima volta da Šostakovič nel suo Trio per pianoforte n. 2; il terzo movimento cita il Concerto per violoncello n. 1; e il quarto movimento cita la canzone rivoluzionaria del XIX secolo "Tormented by Grievous Bondage" (titolo originale: Zamuchen tyazholoy nevolyey) e l'aria "Seryozha, il mio amore" dell'opera di Šostakovič Lady Macbeth del Distretto di Mcensk. Il quinto contiene un passaggio di un altro motivo di Lady Macbeth.
Rudolf Barshai trascrisse il quartetto per orchestra d'archi, la cui versione è nota come Sinfonia da camera in do minore op. 110a. Boris Giltburg ha arrangiato il quartetto per pianoforte solista. Altri arrangiamenti comprendono la Sinfonia per orchestra d'archi di Lucas Drew e la Sinfonietta di per orchestra d'archi e timpani di Abram Stasevich.

## Nella letteratura
Questo quartetto è citato in molti punti nel romanzo di William T. Vollmann, Europa centrale e una parte centrale di quel romanzo parla della sua scrittura e della vita del compositore sotto il sistema sovietico.

## Nel cinema
Il quarto movimento del quartetto è ampiamente utilizzato in The Lobster, un film del 2015 diretto da Yorgos Lanthimos.
Il secondo e il terzo movimento vengono utilizzati in "Rapito", film del 2023 diretto da Marco Bellocchio.